# Standfussia gozmanyi
Standfussia gozmanyi är en fjärilsart som beskrevs av Kovàcs 1953. Standfussia gozmanyi ingår i släktet Standfussia och familjen säckspinnare. Inga underarter finns listade i Catalogue of Life.